# Mohamed Ihab
Mohamed Ihab Youssef Ahmed Mahmoud (in arabo محمد إيهاب يوسف أحمد محمود‎?; Il Cairo, 21 novembre 1989) è un sollevatore egiziano, vincitore della medaglia di bronzo olimpica a Rio de Janeiro 2016 nella categoria fino a 77 kg.

## Palmarès
- Giochi olimpici

Rio de Janeiro 2016: bronzo nei 77 kg.
- Mondiali

Almaty 2014: argento nei 69 kg.
Houston 2015: argento nei 77 kg.
Anaheim 2017: oro nei 77 kg.
Aşgabat 2018: argento negli 81 kg.
- Giochi del Mediterraneo

Tarragona 2018: oro nei 77 kg.